# Никольский, Александр Тимофеевич
Александр Тимофеевич Никольский (2 (14) июля 1821—3 (15) декабря 1876) — русский священнослужитель, публицист.

## Биография
Родился в семье петербургского священника Тимофея Ферапонтовича Никольского. Был первым сыном; до него в семье родились три дочери.
После домашней подготовки, в 1835 году он был принят в низший класс Санкт-Петербургской духовной семинарии, после окончания которой, как лучший ученик, в 1841 году был принят в Санкт-Петербургскую духовную академию. Академию он окончил магистром в 1845 году, а в 1846 году поступил учителем русского и латинского языков и Закона Божия в Александро-Невскую духовное училище. В мае 1848 года он был утверждён в должности профессора Санкт-Петербургской семинарии по словесности и Священному писанию. В сентябре 1851 года он был определён в Петербургскую Знаменскую церковь, 14 октября вступил в брак с Екатериной Васильевной Ерофеевой (дочь протоиерея Почтамской церкви), 28 октября епископом ревельским Христофором был рукоположен в священника, оставив службу в семинарии. В декабре 1856 года Александр Тимофеевич Никольский овдовел, оставшись бездетным.
В 1863 году в Высочайше учреждённое присутствие по делам белого православного духовенства были поданы, составленные Никольским «Замечания о неудовлетворительности нынешнего способа содержания Санкт-Петербургского приходского духовенства и предложение о замене этого способа новым». В них он указывал: 1. Существующий способ содержания петербургского приходского духовенства, «посредством сбора за исправление треб и славления у прихожан <…> несогласен с духом евангельского учения. <…> Приходские священники ничего определённого не получают на своё содержание, но берут от них плату за совершение таинств <…> И служители алтаря Господня получают в глазах народа вид продавцов и разнощиков»; 2. «Взимание священниками платы за требы причиняет духовный вред их пастве»; 3. «Нынешний способ содержания петербургского духовенства вреден в нравственном отношении для самого духовенства, развивая в нём корыстолюбие, вражду к своим собратиям и небрежность при требоисправлении». Никольский считал, что сумму, нужную для содержания приходского духовенства, каждая приходская община могла бы составлять «из добровольных пожертвований или чрез раскладку её на всех своих членов, сообразно с средствами каждого»; .
При Знаменской церкви в Санкт-Петербурге он основал «Общество вспоможения бедным» (1865), «Приют для престарелых бедных женщин» (15.08.1865), «Дневной приют для детей» (1867), «Бесплатную мужскую воскресную школу».
Общественно-благотворительная деятельность Никольского была неотъемлема от его публицистической деятельности. Он сотрудничал с газетой «Голос»; редакция газеты, в которой он помещал свои статьи, несколько лет пользовалась его советами и указаниями по вопросам церковным и по предметам общественной благотворительности — присылала ему на просмотр, поступавшие к ней статьи и корреспонденции по этим предметам, некоторые из которых он существенно редактировал (особенно, статьи о «духовно-судебной реформе», печатавшиеся в течение 1871—1873 гг.). Интересны его статьи: «Выборное начало в духовенстве» (1869—1870), «О свободе мыслей в духовенстве». Личность Никольского была весьма популярна в столичных кругах. Особенной любовью пользовался он со стороны рабочих, мастеровых и ремесленников.
Как указывал священник М. И. Горчаков:
В нём мы видим новый тип православного приходского священника. Главная черта его — стремление выйти из пассивного, зависимого и приниженного состояния, в каком издавна находится православный русский священник в обществе, церкви и государстве… открыть область и круг для своей деятельности на началах религиозно-нравственных… практически проводить религиозные христианские начала в жизнь христианского общества.
Скончался «в 3-м часу по полуночи», 3 (15) декабря 1876 года, после случившегося 1 декабря удара. Похороны отличались торжественностью и происходили при большом стечении народа. Погребение состоялось на Волковском православном кладбище.